# Dialekt bawarski
Dialekt bawarski, język bawarski (boarisch, niem. Bairisch) – duża grupa gwar górnoniemieckich,
klasyfikowana przez część językoznawców jako język odrębny od niemieckiego. 
Jednakże potocznie, ze względu na fakt, że bawarski jest głównie językiem mówionym, zaś jego użytkownicy posługują się w piśmie niemczyzną standardową, traktowany jest często jako zespół gwar języka niemieckiego. Na obszarze zajmowanym przez gwary dialektu/języka bawarskiego występuje powszechna dyglosja – w mowie używana jest lokalna gwara bawarska/austriacka, zaś w piśmie standardowy język niemiecki. Wielu użytkowników, zwłaszcza w mniejszych miejscowościach, zazwyczaj nie ma okazji posługiwać się niemieckim w mowie, chociaż uczą się go w szkole.
W procesie historycznym dialekt bawarski rozprzestrzenił się również na obszar dzisiejszej Austrii, wobec czego niektórzy badacze preferują określenie „austriacko-bawarski”

## Przykłady
| Austriacki | S’ Boarische is a Grubbm vô Dialektn im Sü(i)dn vôm daitschn Språchraum.           |
| Bawarski   | S’ Boarische is a Grubbm vo Dialekt im Sidn vom daitschn Språchraum.               |
| Niemiecki  | Das Bairische ist eine Gruppe von Dialekten im Süden des deutschen Sprachraumes.   |
| Polski     | Bawarski to grupa dialektów używanych na południu niemieckiego obszaru językowego. |

| Austriacki | Serwas/Hawedèrè/Griaß Di, i bî da Pèda und kumm/kimm vô Minga.     |
| Bawarski   | Serwus/Habèderè/Griaß Di, i bin/bî da Pèda und kumm/kimm vo Minga. |
| Niemiecki  | Hallo, ich bin Peter und ich komme aus München.                    |
| Polski     | Cześć, jestem Piotr i pochodzę z Monachium.                        |

| Austriacki | D’Lisa/'s-Liasl håd se an Hàxn brochn/brocha. |
| Bawarski   | As Liasal håd se an Hàxn/Hàx brocha.          |
| Niemiecki  | Lisa hat sich das Bein gebrochen.             |
| Polski     | Lisa złamała sobie nogę.                      |

| Austriacki | I hå/håb/hã/hò a Göid/Gòid gfundn.      |
| Bawarski   | I hå/håb a Gèid/Gòid/Göld gfundn/gfuna. |
| Niemiecki  | Ich habe Geld gefunden.                 |
| Polski     | Znalazłem pieniądze.                    |